# Falmouth (Antigua e Barbuda)
Falmouth è un centro abitato di Antigua e Barbuda, situato sull'isola di Antigua, nella parrocchia di Saint Paul, della quale è il capoluogo.